# ポロシャツ

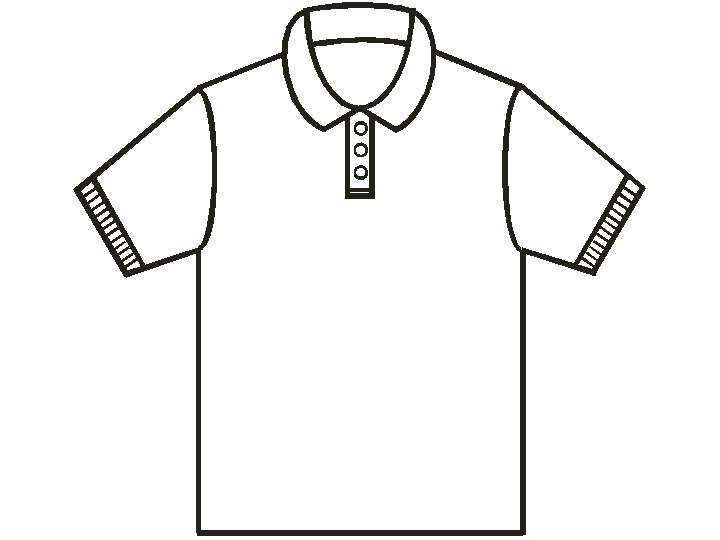
ポロシャツの図

ポロシャツ（英語: polo shirt）は、ニット製で平折襟のプルオーバータイプのスポーツシャツ。

## 概説
起源はポロ競技を行う際に着用されていたシャツにあるが、1930年代にテニスの試合で着用するプレイヤーが増え始め、一般にも普及したといわれている。一部説明にはルネラコステが開発したとされているがそれ以前より存在する。当初は平織りやフランネルなどの素材が用いられたが、現在ではもっぱらニット製のカジュアルシャツを指す言葉となっている。テニス以外では襟付きのシャツの着用を義務付けられるゴルフ競技などでも定番のウェアとなっており、テニスシャツやゴルフシャツと呼ばれる場合もある。
基本的にはスポーツウェアであるが、襟付きであるためセミフォーマルとして扱われ、ブレザー等を組み合わせて着用することも許される。近年は学校や飲食店、医療職や介護職などの制服にも採用されることがある。

## 特徴
衿部分は1個～4個のボタン留めが多いが、ボタンレス開襟やジッパー仕立てのものもある。台襟の付いた立折襟やボタンダウン、胸ポケット付きのものもみられる。裾は一般に直線的なカットだが、運動時にズボンから出ないよう後ろ身頃が長めになったものもある。
素材は鹿の子編みやフライス編みが多く、綿、麻、ポリエステルなどの化学繊維、それらの混紡が用いられる。

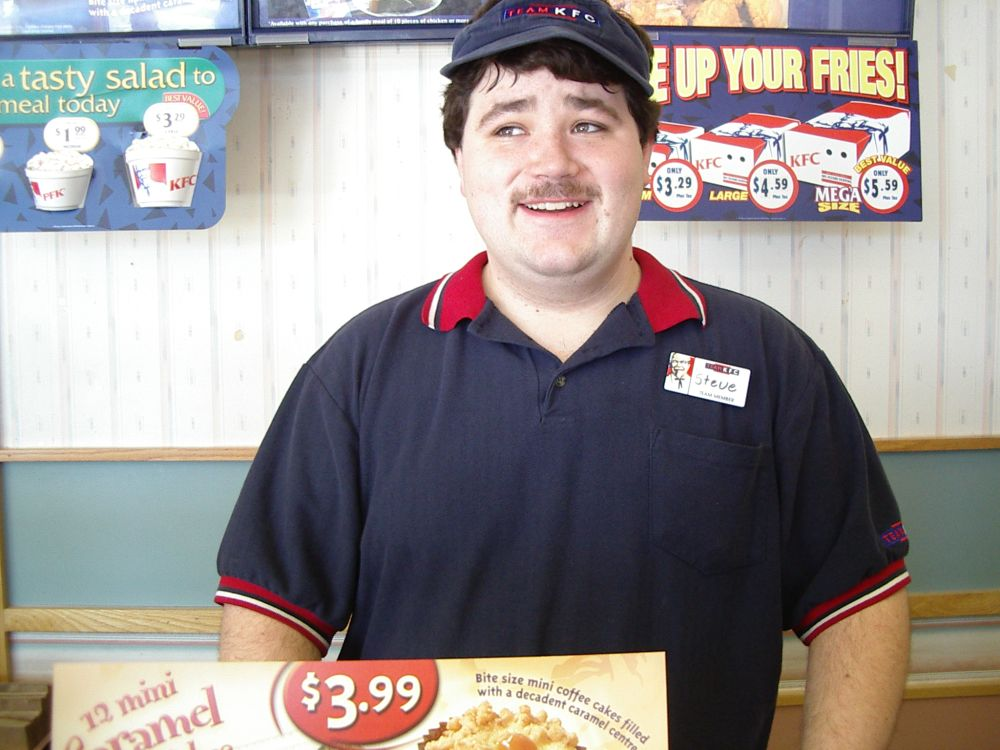
飲食店の制服として（KFC）